# جانايا ستيفنس
جانايا ستيفنس هي ممثلة كندية، ولدت في 17 مارس 1974 في كندا.

## أعمال

### أفلام
- (2008) سباق الموت[1]

### مسلسلات
- الناجي المعين
- كوانتيكو

## وصلات خارجية
- جانايا ستيفنس على موقع IMDb (الإنجليزية)
- جانايا ستيفنس على موقع ألو سيني (الفرنسية)
- جانايا ستيفنس على موقع أول موفي (الإنجليزية)
- جانايا ستيفنس على موقع قاعدة بيانات الأفلام السويدية (السويدية)
- جانايا ستيفنس على موقع قاعدة بيانات الفيلم (الإنجليزية)
- جانايا ستيفنس على موقع كينوبويسك (الروسية)